# کلی دیواین
کلی دیواین (انگلیسی: Kelly Divine؛ زاده ۳ ژوئیهٔ ۱۹۸۴) بازیگر پورنوگرافی اهل ایالات متحده آمریکا است.